# Interpolación por el vecino más cercano

Interpolación del vecino más cercano en una cuadrícula 2D uniforme. Los puntos negros representan el lugar de muestreo y cada cuadro el área donde se aplica la estimación del valor del punto negro más cercano, representado por una escala de colores.

La interpolación por el vecino más cercano o interpolación por el vecino más próximo (también conocido como interpolación proximal o, en algunos contextos, muestreo de punto) es un método simple de interpolación multivariable  utilizado en el análisis espacial, sobre todo, en aquellos casos en que se presupone que existe variabilidad entre los diferentes datos obtenidos mediante procedimientos de muestreo en diferentes puntos o lugares y los valores obtenidos pueden no ser independientes entre sí, sino que tienen una clara dependencia del lugar donde se realizó el muestreo; es decir, se tratan de variables regionalizadas. Básicamente consiste en asignar a aquellos lugares o puntos sin datos de la variable objeto de estudio, el mismo valor que el obtenido en el lugar o punto de muestreo que se encuentre más próximo. Esto genera los denominados polígonos de Voronoi o de Thiessen mediante líneas que delimitan el área que pertenece al punto más cercano. A continuación, se asigna a todo el área delimitada por el polígono el valor del punto a partir del cual se ha generado.

## Fundamento
En cualquier fenómeno con expresión espacial en el que los valores de la o las variables de interés están influenciadas por la proximidad entre los puntos estudiados, no se cumple el supuesto básico de los métodos estadísticos convencionales de la independencia entre observaciones. Por ejemplo, las características de un acuífero en dos puntos cercanos estarán asociadas a los aspectos geológicos regionales de manera que, por ejemplo, la variable profundidad, tendrá valores más similares cuando más cerca estén dichos puntos. Es por ello que se han desarrollado numerosas técnicas de interpolación para aproximar los valores conocidos en los puntos o lugares de muestreo o de medida a aquellos lugares que por diferentes motivos no pueden realizarse tales muestreos o medidas. Todas ellas parten del principio general de que existe relación entre la distribución de las variables y de que es muy probable que los valores obtenidos de puntos cercanos sean más similares entre sí que con valores de puntos más alejados (teoría de las variables regionalizadas).  Entre los diferentes métodos de interpolación, es más básico y simple de interpolación fue el propuesto por Alfred Thiessen en 1911 para el estudio de la precipitación pluviométrica en grandes áreas.  En este estudio utilizó una técnica conocida como teselación de Dirichlet (1850) o diagramas de Voronoi (1908) y que con el tiempo se convertirá en un procedimiento estándar en los estudio geológicos y de suelos. Por ello también este procedimiento simple de interpolación se conoce al método como polígonos de Thiessen o, también, polígonos de Voronoi  o teselas de Dirichet.

Teselación de Voronoi de un conjunto de puntos aleatorios sobre el plano.

Polígonos de Voronoi. Se trata del método más básico y simple de interpolación vectorial. El objetivo que persigue es asignar a todas las localizaciones sin datos el valor del registro más cercano. Esto genera los denominados polígonos de Voronoi o de Thiessen mediante líneas que delimitan el área que pertenece al punto más cercano. A continuación, se asigna al polígono el valor del punto a partir del cual se ha generado o al que pertenece para regionalizar la variable. El algoritmo del vecino más cercano selecciona el valor del punto más cercano y no tiene en cuenta los valores de puntos vecinos, produciendo un interpolante constante por trozos.   El algoritmo es muy simple de implementar y comúnmente se usa (generalmente junto con el mipmapping) en renderizado en 3D en tiempo real para seleccionar los valores de color de una superficie con textura.
El procedimiento de interpolación por el vecino más próximo no es exclusivo de sistemas espaciales, también puede ser aplicado a sistemas unidimensionales. En general, el procedimiento  solo ofrece cierta seguridad, en cuanto a los datos estimados, cuando se dispone de una gran cantidad de puntos de muestreo distribuidos de forma relativamente uniforme en el espacio y no existe una gran variabilidad entre los resultados de las medidas obtenidas en cada punto. 